# 佐川一信
佐川 一信（さがわ かずのぶ、1940年（昭和15年）8月1日 - 1995年（平成7年）11月19日）は、日本の法学者・政治家である。茨城県水戸市生まれ。

## 経歴
中央大学法学部卒業。早稲田大学大学院法学研究科修了。金属加工会社経営のかたわら、法学研究者として、早稲田大学、中央大学、茨城大学などで労働法を講義。1978年水戸市民の会を主宰し「市民からの出発」を発刊。1984年水戸市長に当選。1992年、水戸市長に3選されたが、1993年8月、竹内藤男の汚職事件による辞職に伴って執行された茨城県知事選挙に出馬するため水戸市長を退任。橋本昌に敗れた。1995年に入院、死去。2007年、水戸市名誉市民の称号が贈られた。

## 著書
- 『ミネルヴァの梟が翔びたつ日―自主管理社会への模索』（毎日新聞社、1982年8月）
- 『水戸発地方からの改革』（日本評論社、1994年11月、ISBN-13: 978-4535581838)

## 2つの佐川文庫
水戸市には佐川文庫と呼ばれるものが2つある。1つは堀町の水戸市立西部図書館にあるもので、判例集や労働法に関する資料を中心としたコレクションである。病床にあった佐川が生前に西部図書館に寄贈する図書を自ら選定したもので、当初約8,000冊が寄贈され、2016年現在は約4,700冊が図書館で公開されている。
もう1つは河和田町にあり、佐川文庫という名前の施設である。設立・運営者は佐川の姉・千鶴が務め、図書館へ寄贈した後に残った佐川の蔵書に姉のCDを加えたものを基礎とし、新刊書や児童書、図書館に寄贈したものと同じ図書を古書店で買い直したものを追加して、一般に公開している。施設内にはスタインウェイ・アンド・サンズ製のピアノを備えた多目的ホールがあり、ピアニストを呼んでコンサートを開催している。